# Danger (album van The Star Sisters)
Danger is het derde en laatste muziekalbum van The Star Sisters, verschenen in 1985. Anders dan de vorige twee albums werd dit album niet door Jaap Eggermont maar door Fluitsma & Van Tijn geproduceerd.
Het album werd ook gepromoot in Duitsland, in de hoop internationaal door te breken. Het bereikte nummer 41 in de Nederlandse Albumtop, maar geen notering in buitenlandse hitlijsten. De titelsong en He's the 1 (I love) bereikten de hitlijsten van Nederland en België. Just another night (in New York City) bereikte plaats 49 in de Nationale Hitparade.

## Nummers
| Nr. | naam                                  | schrijver                                                       | duur |
| --- | ------------------------------------- | --------------------------------------------------------------- | ---- |
| A1  | Danger                                | Bobby Hart, Dick Eastman en Robbie Nevil                        | 4:20 |
| A2  | He's the 1 (I love)                   | Eric van Tijn en Jochem Fluitsma                                | 3:58 |
| A3  | You make me feel alive                | Eric van Tijn en Jochem Fluitsma                                | 4:22 |
| A4  | Just another night (in New York City) | Barry Di Biasi                                                  | 4:02 |
| A5  | Skin on skin                          | Gary Osborne en Johnny Warman                                   | 3:45 |
| B1  | Dancing in the street                 | Marvin Gaye en William "Mickey" Stevenson                       | 3:52 |
| B2  | The duke of dance                     | Gregory Elias                                                   | 3:59 |
| B3  | You're my first, you're my last       | Eric van Tijn, Jochem Fluitsma, Patricia Paay en Yvonne Keeley  | 3:49 |
| B4  | Baby love                             | Mary Kessler, Regina Richards en Steve Bray                     | 3:18 |
| B5  | Cold as ice                           | Danny van Passel, Eddy van Passel, Gregory Elias en Peter Schön | 3:46 |